# Salsola aperta
Salsola aperta är en amarantväxtart som beskrevs av Ove Wilhelm Paulsen. Salsola aperta ingår i släktet sodaörter, och familjen amarantväxter. Inga underarter finns listade i Catalogue of Life.